# 코지 미스터리
코지 미스터리(영어: cozy mystery)는 범죄물·추리물·미스터리물의 하위 장르이다. 가볍고 편안한 범죄물·추리물·미스터리물로, 범죄와 추리가 작은 소도시나 마을에서 이루어지며, 전문 형사나 탐정이 아닌 아마추어 주인공이 사건을 추리하고 해결한다. 주인공이 여성인 경우가 많다. 성과 폭력이 중심이 되는 하드보일드 범죄물의 대척점에 있는 장르로, 소프트보일드(영어: softboiled) 범죄물로 부르기도 한다. 코지 미스터리 작품에서는 성이나 폭력이 큰 비중을 지니지 않으며, 가볍거나 익살스럽게 다루어진다.